# Melina Andersson
Melina Andersson, född den 27 juli 1999 i Norrköping, är en svensk kanotist. Andersson representerade Sverige under sin OS-debut i Paris 2024, där hon blev tolva på K1 500m.
Under maraton-VM 2022 i Ponte de Lima i Portugal, blev Andersson första kanotisten att vinna fyra medaljer på ett mästerskap – två guld, ett silver och ett brons. Vid maraton-VM 2023 tog hon ett guld och ett silver. På maraton-VM 2024 i Metkovic i Kroatien, tog Anderson sin tredje raka guldmedalj på shorttrack-sträckan (3,4 km). Två dagar senare vann hon även för första gången guld på 26,2 km-sträckan efter två raka andraplatser.   
Vid World Games 2025 i Chengdu i Kina tog Andersson guld i såväl kanotens shorttrack som på långdistans.